# Flugplatz Hetzleser Berg

i7
i11
i13
Der Flugplatz Hetzleser Berg (ICAO-Code: EDQX) ist ein Sonderlandeplatz ca. vier Kilometer nordöstlich von Neunkirchen am Brand in Oberfranken. Er wird betrieben vom Flugsportverein Erlangen-Nürnberg e. V.

## Geografie

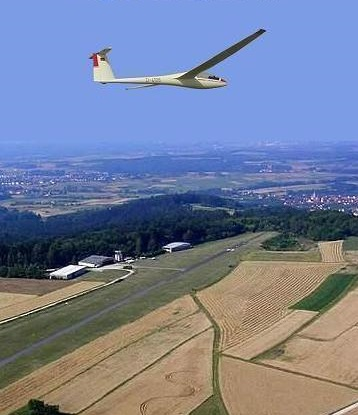
Platzrunde über EDQX

Der Flugplatz liegt 17 Kilometer nördlich des Flughafens Nürnberg auf einem Tafelberg in einer Höhe von 533 m ü. NN. Dieser Zeugenberg befindet sich am westlichen Rand der Fränkischen Schweiz. Östlich erstreckt sich die Fränkische Alb, westlich das Tal der Regnitz.

## Geschichte

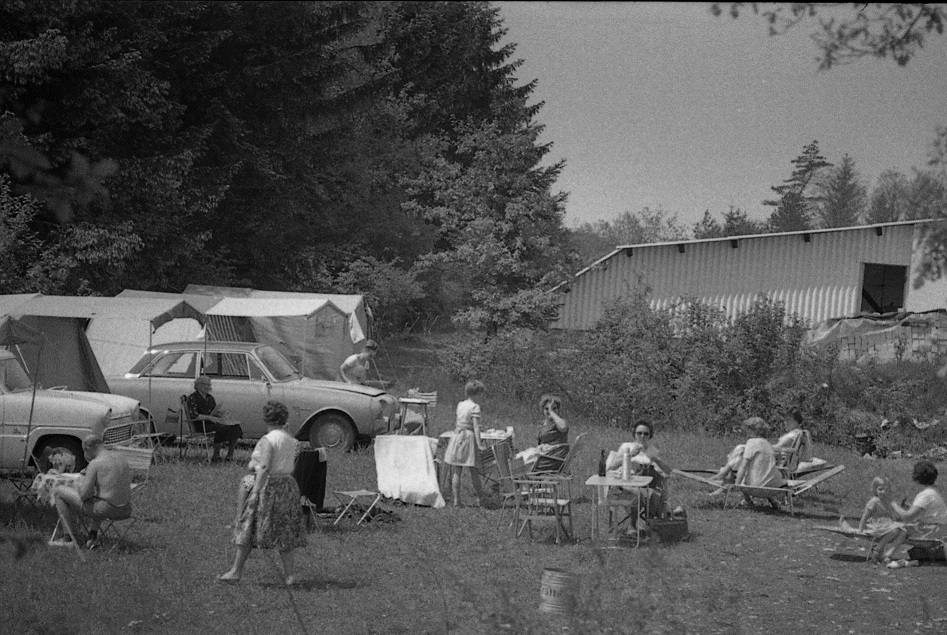
Erstes Fluglager am Hetzleser Berg im Sommer 64

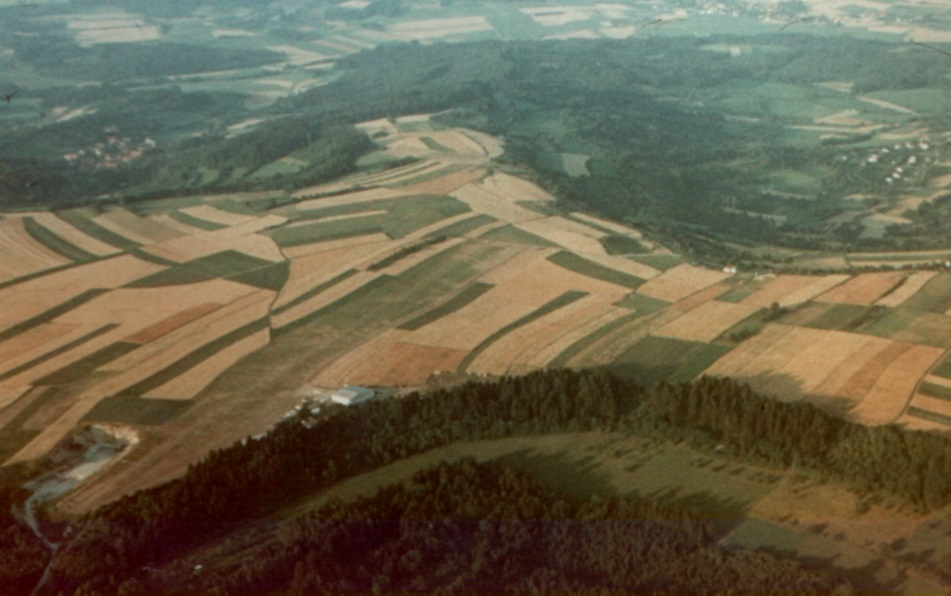
Hetzleser Berg im Sommer 1968

Der Fliegerclub Nürnberg entstand aus einem Zusammenschluss der Flugsportvereinigung Nürnberg und dem 1. Segelflugverein Nürnberg Freunde der Friesener Warte.
Der Fliegerclub Nürnberg e. V. (FCN) war ab Sommer 1957, als der Segelflugbetrieb auf dem ehemaligen „Industrieflughafen Nürnberg-Fürth“ eingestellt werden musste, ein Wanderverein. Die Mitglieder zogen von ihrem Stützpunkt (Werkstatt) in der Großweidenmühlstraße in Nürnberg an den Wochenenden mit Seilwinde, Startwagen etc. und angehängten Segelflugzeug-Anhängern zu geeigneten Fluggeländen, um dort zu fliegen. Plätze waren Ansbach-Katterbach, der Militärflugplatz Erlangen (zusammen mit der Flugsportvereinigung Erlangen = FVE), Greding, die Friesener Warte sowie das ehemalige Märzfeld (Reichsparteitagsgelände) und der Truppenübungsplatz Hainberg in Nürnberg.
Am 7. April 1963 genehmigte die Regierung von Oberfranken die Erprobung eines Geländes auf dem Hetzleser Berg. Die offizielle Genehmigung für die Errichtung eines Fluggeländes wurde am 28. Januar 1964 erteilt. Bald darauf wurde mit dem Bau einer Abstellhalle für Geräte und Flugzeug-Anhänger begonnen, die am 21. Juni 1964 eingeweiht wurde.

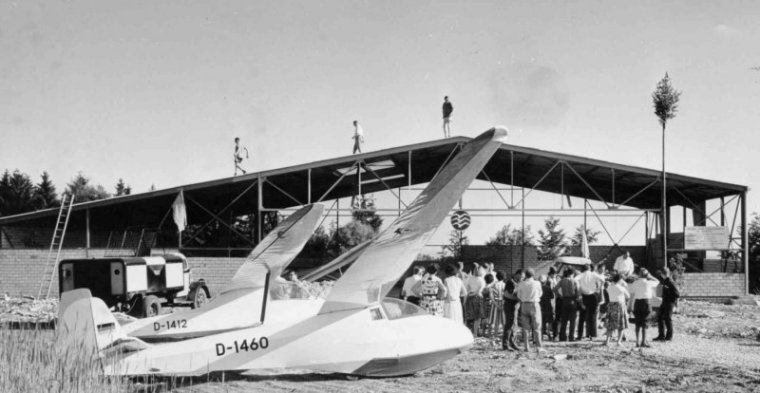
Richtfest der 1. Halle am 4. Juni 1966

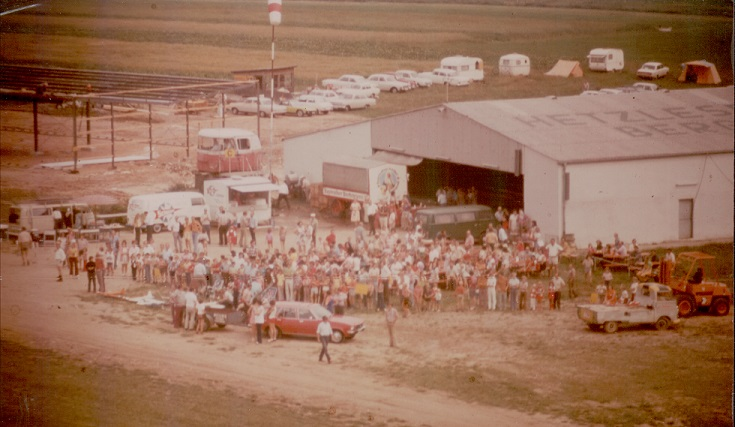
Rohbau der zweiten Halle und alter Tower 1969

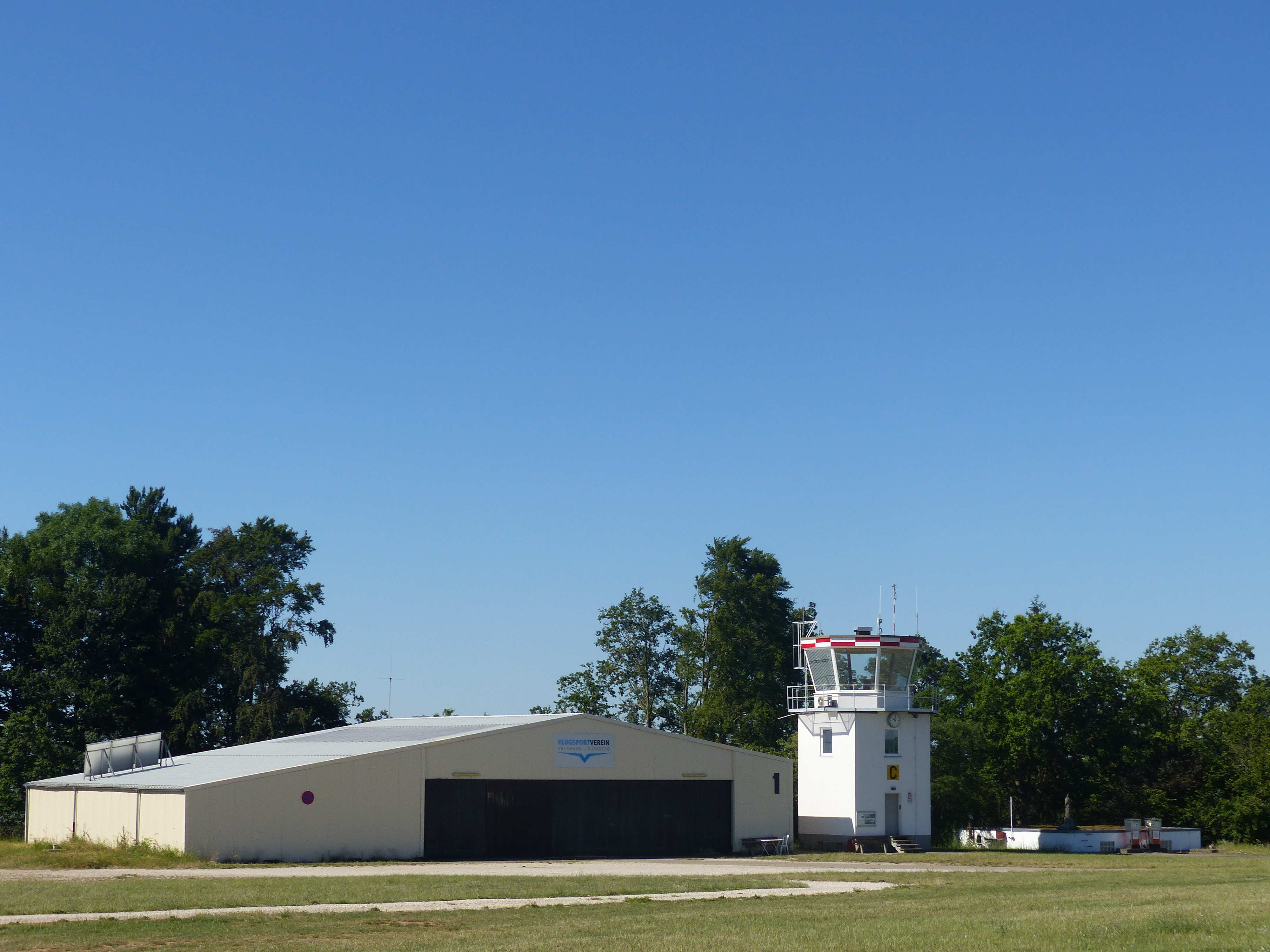
Die Betriebsgebäude des Platzes

Bereits 1966 konnte das Richtfest für eine „richtige“ Flugzeughalle gefeiert werden und die Flugzeuge mussten nicht mehr jeden Abend abgerüstet werden. Unterhalb der Halle befinden sich das Vereinsheim des FCN und einige Wohn- und Sanitärräume. Neben der Halle entstand ein Treibstoffbunker mit Raum für einen Diesel-Stromgenerator.
Im Sommer 1969 war eine weitere Nutzung des Flugplatzes in Erlangen (heute Röthelheimpark) durch die FVE nicht mehr möglich und die FVE und der FCN beschlossen eine gemeinsame Nutzung des Geländes am Hetzleser Berg. Auch wurde beschlossen den Schulungsbetrieb von da an (wieder) vereinsübergreifend durchzuführen.
1971 stellte der FCN im Eigenbau den ersten Motorsegler Scheibe SF 25 D-KAFI fertig und ersetzte das bisherige sehr laute Schleppflugzeug Stinson L-5  D-ELKO durch eine Piper PA-18 D-EBAW. Letztere dient seither als Schleppmaschine und wurde ständig an die steigenden Lärmschutzauflagen angepasst. Auch hielt 1971 mit einer LS 1c (das Weltmeister-Flugzeug von 1970 in der Standard-Klasse und 2016 in der Club-Klasse) das Kunststoffzeitalter Einzug am Hetzleser Berg.
Die Flugsportvereinigung Erlangen konnte die neu entstandene Kurt Schultheiß-Halle in Betrieb nehmen.

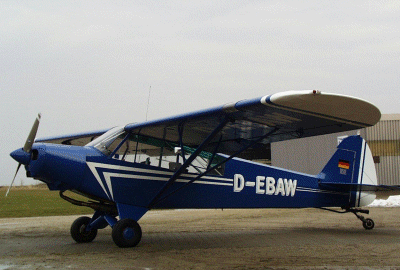
Piper PA-18

Im Juni 1973 wurde die Betriebserlaubnis als Sonderlandeplatz erteilt und im September 1975 wurde der neue Turm eingeweiht. Des Weiteren entstand ein kleines Clubhaus für die Mitglieder der FVE.
1974 bekam die FVE den Bergfalken IV D-3699 und der FCN die D-3701. Die neuen Falken waren besser für die bevorstehende Umschulung auf Kunststoffsegler geeignet als Mü-13, Bergfalke II und Specht. Noch 1975 traf der erste Astir CS ein dem 1978 ein Twin-Astir folgt.
Im September 1982 fand ein Großflugtag mit ca. 50.000 Besuchern statt, bei dem u.A erstmals die frisch restaurierte Messerschmitt Bf 109 D-FMBB der Öffentlichkeit vorgestellt wurde und der befreundete Motorkunstflug-Weltmeister Manfred Strößenreuther sein Können zeigte. Dieser Flugtag ermöglichte es dem Fliegerclub Nürnberg die Startbahn in zwei Schritten zu asphaltieren und den Flugzeugbestand weiter zu modernisieren. 1983 vervollständigte eine LS4 (das Weltmeister-Flugzeug von 1981) den Flugzeugpark. Zwischenzeitlich wurde 1986 der FCN und seine Werkstatt auch als LTB zugelassen. Im Mai 1987 wurde dann die nun vollständige neue Piste eingeweiht und ebenso die dritte Halle mit Werkstatt anstelle des alten Abstellschuppens. Im Oktober 1987 feiert der langjährige Fluglehrer und Ausbildungsleiter Rudi Niegratschka seinen 10.000. Start. Mitte der 1980er waren die Flugzeugparks beider Vereine fast vollständig auf moderne Kunststoff-Segelflugzeuge umgestellt. Es erfolgten noch einige weitere recht erfolgreich Flugtage aber aufgrund der Katastrophe von Ramstein am 28. August 1988 endete wegen der folgenden hohen Auflagen die Ära der Großflugtage am Hetzleser Berg. Im Januar 1995 bekam der Flugplatz seinen ICAO-Code EDQX.
Ende 1998 wurde der Bergfalke IV durch eine ASK 21 ersetzt. Damit war die gesamte Schulung von Anfang an auf Kunststoffseglern moglich. Zwischen 1998 und 2010 erfolgten einige weitere bauliche Maßnahmen, deren wichtigste der Höhenausgleich und die Planierung des östlichen Geländes jenseits der Straße in Verlängerung der Startbahn 08 war (siehe Bild). Ebenfalls sehr wichtig war die Fällung einiger Bäume in Verlängerung der Bahn Richtung Westen, die inzwischen zu einem erheblichen Hindernis herangewachsen waren. Deswegen wurde die Schwelle 08 weiter nach Osten verlegt und die nutzbare Landestrecke verkürzt (siehe Bild).
Im Jahr 2000 erfolgte der Anschluss an das öffentliche Stromnetz und der Platz wurde zusätzlich für UL-Betrieb zugelassen. Des Weiteren beschlossen beide Vereine zusätzlich zur gemeinsamen Schulung auch eine gemeinsame Nutzung der Motorsegler und ULs.
Am 21. September 2013 feierten die Mitglieder das 50-jährige Bestehen des Flugplatzes. Allerdings wurde wegen des abnehmenden Interesses am Segelflugsport immer klarer, dass eine endgültige Fusion der bisherigen Vereine einige logistische Vorteile erbringen würde.
2014/15 gliederte sich die Segelfluggruppe aus dem FCN aus. Am 19. April 2015 erfolgte der Zusammenschluss mit der FVE als „Flugsportverein Erlangen-Nürnberg“. Bis dahin war der FCN der alleinige Halter des Geländes. Die bisherige Motorfluggruppe des FCN besteht unter ihrem alten Namen fort und fliegt wie je am Flugplatz Herzogenaurach. Auf einer Wanderausstellung feierte im Jahr 2019 der Verein das 111-jährige Bestehen seiner Gründungsvereine, die mit dem „Nürnberger Verein für Luftschiffahrt e. V.“  im Jahr 1908 ihren Ursprung nahmen.

## Flugplatz und Ausstattung
Der Flugplatz ist für Luftfahrzeuge aller Art bis 2000 kg Höchstabfluggewicht (MTOW) zugelassen.
Auf der Südseite des Platzes befinden sich der Turm, drei Hallen und ein Aufenthaltshäuschen. Es gibt eine Tankstelle, jedoch findet kein Verkauf an Fremdpiloten statt.
Weiterhin finden sich zwei Campingplätze mit einem zusätzlichen Dusch- und Toilettenhäuschen. Da es keinen Wasseranschluss gibt, wird das Brauchwasser von den Hallendächern gesammelt und in einem Erdtank gelagert. Trinkwasser muss dagegen mittels Tankfahrzeug angeliefert werden.

## Ausbildung
Für die Segelflug-Ausbildung stehen derzeit (2020) insgesamt 5 Kunststoff-Doppelsitzer (1× ASK 21, 1× Grob G 103 Twin Astir II, 1× Grob G-103 Twin III, 2× Duo Discus) sowie zwei Übungseinsitzer vom Typ Grob G 102 zur Verfügung. Aus nostalgischen Gründen kommt noch ein Oldtimer vom Typ K 8 hinzu. Für die Motorsegler-Ausbildung sind zwei SF 25c vorhanden.
Nach der Ausbildung stehen zur Verfügung: 1× LS4b, 1× LS8, 2× Discus CS, 1× Discus 2 CT mit Heimkehrhilfe.
Als Schleppflugzeuge dient eine Piper PA-18 mit 180 PS sowie ein UL T96 Sting.
Theoretischer Unterricht und Werkstattarbeit wird im Winter in Erlangen durchgeführt, im Sommer steht eine voll ausgerüstete Werkstatt in einer der Hallen zur Verfügung.
In den vergangenen 58 Jahren wurden am Hetzleser Berg vereinsübergreifend hunderte von Segelflug-Flugschülern ausgebildet, teilweise aus den jeweiligen Modellfluggruppen beider ursprünglichen Vereine kommend.
Nur weiterführend wird Segelkunstflug, Motorsegler und Ultraleichtausbildung angeboten.
Der für den Segelflugschein notwendige 50 km-Streckenflug führt traditionell nach Bamberg und zurück, wobei auf der Strecke die Flugplätze Dobenreuth (6 km), Burg Feuerstein (17 km), Friesener Warte (23 km) und Bamberg (27 km) liegen.
Seit 1964 finden am Hetzleser Berg jährlich zwei Fluglager statt, jeweils in den ersten beiden vollständigen Wochen der bayrischen Pfingst- und Sommerferien.

## Zwischenfälle
- Am 27. Juli 2003 verunglückte ein Segelflugzeug Grob ASTIR-CS beim Landeanflug auf EDQX. Es setzte ca. 200 m vor 07/25 auf, schrammte an einem Erdhügel, drehte einen Ringelpiez und wurde schwer beschädigt.[2]:7
- Am 28. Mai 2010 kam ein Reisemotorsegler vom Typ Scheibe SF 25 C nach dem Start nicht rechtzeitig auf Höhe und kollidierte mit Hindernissen. Die Maschine wurde stark beschädigt und eine Person verletzt.[3]:17
- Am 9. August 2018 überschlug sich ein einmotoriger Hochdecker bei der Landung und kam auf dem Dach zum Liegen. Es entstand erheblicher Sachschaden, der 70-jährige Pilot kam mit dem Schrecken davon.[4][5]
- Am 21. Juni 2019 stürzte ein Segelflugzeug Twin Astir III bei einem Fehlstart aus rund 30 m Höhe in einen benachbarten Kirschengarten. Das Fluggerät wurde hierbei total zerstört, der Pilot und sein Flugschüler waren eingeklemmt und wurden schwerst verletzt geborgen.[6]

## Verkehrsanbindung
Erreicht wird der Flugplatz am besten über die Ortschaften Neunkirchen a. Brand oder Igensdorf (B2), Ermreuth und Gleisenhof. Erfolgt die Anfahrt über die Ortschaft Hetzles müssen die letzten 400 m über einen Fußweg zurückgelegt werden. In der an den Flugplatz angrenzenden Ortschaft Gleisenhof gibt es eine Haltestelle der VGN-Buslinie 211.